# 沙希德·卡里穆拉
沙希德·卡里穆拉（1948年2月14日—）是一名巴基斯坦海军军官和外交官，从2002年到2005年担任巴基斯坦海军參謀長。他曾被馬來西亞最高元首授予拿督頭銜。
2005年從海軍退役后，卡里穆拉調任巴基斯坦駐沙特阿拉伯大使。接替他的前任阿卜杜勒·阿齐兹·米尔扎。直到2009年从巴基斯坦外交部退休。